# Unión Deportiva Telde
La Unión Deportiva Telde es un club de fútbol de la ciudad de Telde, de la isla de Gran Canaria, España. En la temporada 2025-26 jugará en Tercera Federación tras ascender el 8 de junio. La U. D. Telde es el cuarto equipo en la Clasificación Histórica del Grupo XII de Tercera División y ha disputado 4 temporadas en la Segunda División B.

## Historia
La Unión Deportiva Telde nació en 1965 como resultado de la fusión de varios equipos del municipio. En la temporada 1980-81 fue uno de los veinte equipos que fundaron el Grupo Canario de Tercera División, del que fue campeón en su segunda edición. Otro de los logros del club es el que comparte con Unión Deportiva Las Palmas Atlético y Club Deportivo Maspalomas al ser los primeros equipos que ascendieron a Segunda División B desde el Grupo Canario de la Tercera División, lo cual ocurrió en el año 1987, tras quedar tercero en el campeonato liguero. En la división de bronce, el equipo teldense disputó cuatro temporadas consecutivas antes de volver a Tercera División. De las cuatro campañas la más destacada fue la primera, en la que quedó en la décima posición.
En su regreso a Tercera, el cuadro azulón intentó durante varios años el retorno a Segunda B sin éxito, hasta que catorce temporadas después el club descendía a Preferente al quedar decimoctavo en el campeonato liguero en la temporada 2004-05. En la temporada 2010-11, y de manera administrativa, logró el ascenso a la Tercera División, pero terminó cayendo y ahora, tras el descenso de categoría desde Regional Preferente en la 2021-2022, milita en Primera Regional.
En la temporada 2024-25 retornó al máximo nivel regional, ahora con la denominación de Tercera Federación.

## Estadio
El equipo juega sus partidos como local en el Estadio Municipal Pablo Hernández Morales, con capacidad para unos 3500 espectadores.

## Uniforme
- Local: La camiseta es azul marino, el pantalón es de color grana y las medias azul marino.
- Visitante: El uniforme visitante es a rayas azules y blancas, pantalón y medias blancas.

## Temporadas
| Temporada | División       | Posición | Copa      |
| --------- | -------------- | -------- | --------- |
| 1966-67   | 2.ª Regional   | 10.º     |           |
| 1967-68   | 2.ª Regional   | 4.º      |           |
| 1968-69   | 2.ª Regional   | 7.º      |           |
| 1969-70   | 2.ª Regional   | 2.º      |           |
| 1970-71   | 2.ª Regional   | 3.º      |           |
| 1971-72   | 1.ª Regional   | 10.º     |           |
| 1972-73   | 2.ª Regional   | 12.º     |           |
| 1973-74   | 2.ª Regional   | 12.º     |           |
| 1974-75   | 2.ª Regional   | 6.º      |           |
| 1975-76   | 2.ª Regional   | 6.º      |           |
| 1976-77   | 2.ª Regional   | 2.º      |           |
| 1977-78   | Preferente     | 7.º      |           |
| 1978-79   | Preferente     | 1.º      |           |
| 1979-80   | Preferente     | 2.º      |           |
| 1980-81   | 3.ª División   | 2.º      |           |
| 1981-82   | 3.ª División   | 1.º      | 1.ª Elim. |
| 1982-83   | 3.ª División   | 5.º      | 1.ª Elim. |
| 1983-84   | 3.ª División   | 13.º     | 1.ª Elim. |
| 1984-85   | 3.ª División   | 2.º      |           |
| 1985-86   | 3.ª División   | 8.º      | 1.ª Elim. |
| 1986-87   | 3.ª División   | 3.º      |           |
| 1987-88   | 2.ª División B | 10.º     | 2.ª Elim. |
| 1988-89   | 2.ª División B | 15.º     | 1.ª Elim. |
| 1989-90   | 2.ª División B | 13.º     |           |
| 1990-91   | 2.ª División B | 19.º     | 1.ª Elim. |
| 1991-92   | 3.ª División   | 5.º      | 3.ª Elim. |
| 1992-93   | 3.ª División   | 3.º      | 1.ª Elim. |
| 1993-94   | 3.ª División   | 10.º     | 1.ª Elim. |
| 1994-95   | 3.ª División   | 15.º     |           |
| 1995-96   | 3.ª División   | 10.º     |           |

| Temporada | División       | Posición | Copa |
| --------- | -------------- | -------- | ---- |
| 1996-97   | 3.ª División   | 7.º      |      |
| 1997-98   | 3.ª División   | 5.º      |      |
| 1998-99   | 3.ª División   | 4.º      |      |
| 1999-00   | 3.ª División   | 7.º      |      |
| 2000-01   | 3.ª División   | 12.º     |      |
| 2001-02   | 3.ª División   | 4.º      |      |
| 2002-03   | 3.ª División   | 17.º     |      |
| 2003-04   | 3.ª División   | 17.º     |      |
| 2004-05   | 3.ª División   | 18.º     |      |
| 2005-06   | Preferente     | 12.º     |      |
| 2006-07   | Preferente     | 4.º      |      |
| 2007-08   | Preferente     | 15.º     |      |
| 2008-09   | 1.ª Regional   | 3.º      |      |
| 2009-10   | 1.ª Regional   | 3.º      |      |
| 2010-11   | Preferente     | 4.º      |      |
| 2011-12   | 3.ª División   | 10.º     |      |
| 2012-13   | 3.ª División   | 11.º     |      |
| 2013-14   | 3.ª División   | 16.º     |      |
| 2014-15   | 3.ª División   | 15.º     |      |
| 2015-16   | 3.ª División   | 8.º      |      |
| 2016-17   | 3.ª División   | 20.º     |      |
| 2017-18   | Preferente     | 18.º     |      |
| 2018-19   | 1.ª Regional   | 17.º     |      |
| 2019-20   | 2.ª Regional   | 6.º      |      |
| 2020-21   | 1.ª Regional   | 1.º      |      |
| 2021-22   | Preferente     | 11.º     |      |
| 2022-23   | 1.ª Regional   | 2.º      |      |
| 2023-24   | Preferente     | 8.º      |      |
| 2024-25   | Preferente     | 2.º      |      |
| 2025-26   | 3.ª Federación |          |      |

### Datos del club
- Temporadas en 2.ª División B: 4
- Temporadas en 3.ª División: 27
- Temporadas en 3.ª Federación: 1
- Temporadas en Preferente: 10
- Temporadas en 1.ª Regional: 6
- Temporadas en 2.ª Regional: 11

## Palmarés
- 1 Vez Campeón Copa Canarias (1978). Final disputada ante U. D. Realejos (2-1 en Telde y 3-4 en Los Realejos)
- 1 Vez Campeón Tercera División (1981-82)
- 2 Veces Subcampeón Tercera División (1980-81-1984-85)

### Trofeos amistosos
- Torneo de San Ginés: (1) 1987